# Federationen Bosnien och Hercegovinas kantoner

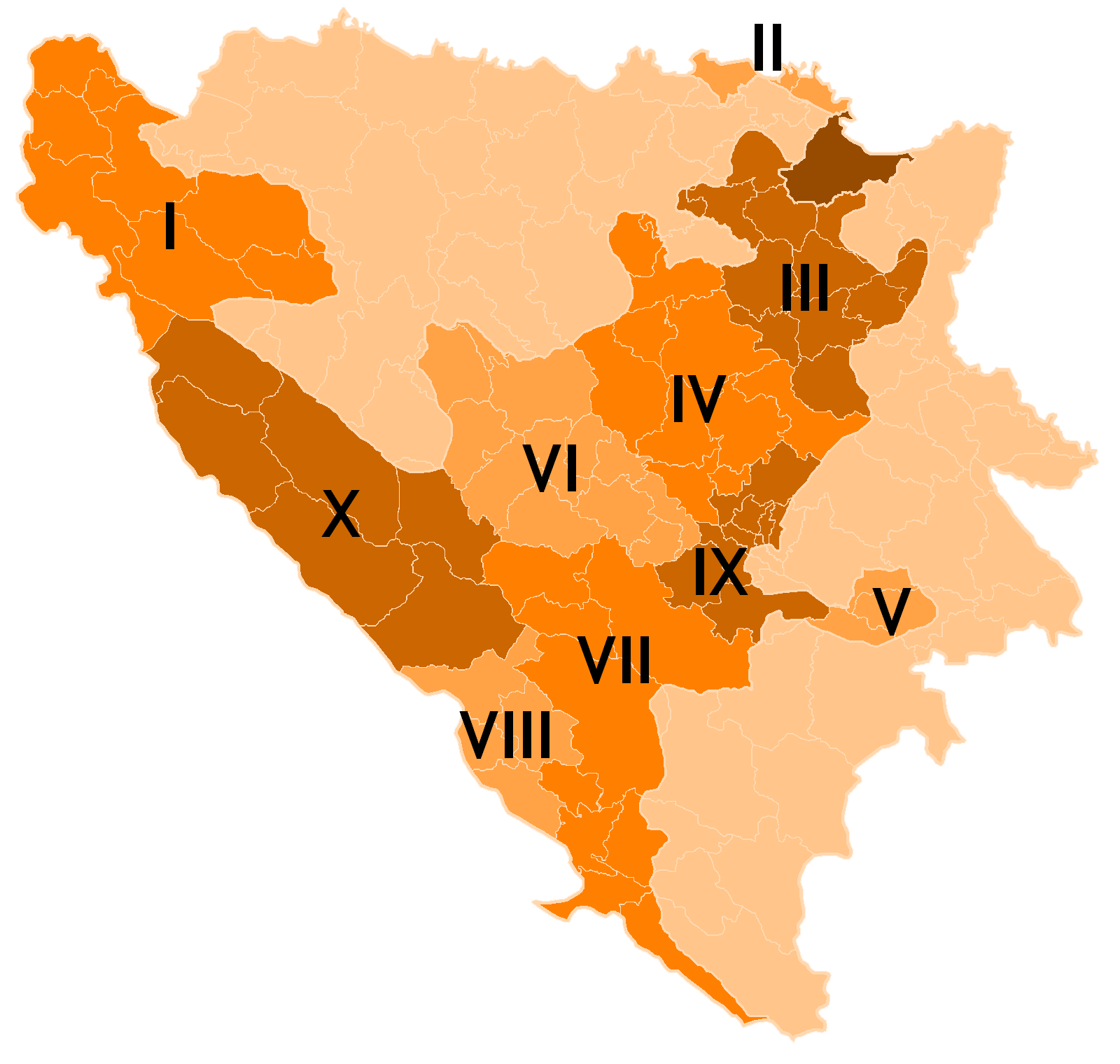
Federationens kantoner.

Federationen Bosnien och Hercegovina, den ena entiteten i staten Bosnien och Hercegovina, består av följande kantoner:
| Nr    | Vapen | Svenska                    | Bosniska                               | Kroatiska                                  | Huvudstad     | Area (km2) |
| ----- | ----- | -------------------------- | -------------------------------------- | ------------------------------------------ | ------------- | ---------- |
| I.    |       | Una-Sana kanton            | Unsko-sanski kanton                    | Unsko-sanska županija                      | Bihać         | 4 125,0    |
| II.   |       | Posavina kanton            | Posavski kanton                        | Posavska županija                          | Orašje        | 325,0      |
| III.  |       | Tuzla kanton               | Tuzlanski kanton                       | Tuzlanska županija                         | Tuzla         | 2 649,0    |
| IV.   |       | Zenica-Doboj kanton        | Zeničko-dobojski kanton                | Zeničko-dobojska županija                  | Zenica        | 3 343,0    |
| V.    |       | Bosna-Podrinje kanton      | Bosansko-podrinjski kanton             | Bosansko-podrinjska županija               | Goražde       | 504,6      |
| VI.   |       | Kantonen Centrala Bosnien  | Srednjobosanski kanton                 | Županija Središnja Bosna                   | Travnik       | 3 189,0    |
| VII.  |       | Hercegovina-Neretva kanton | Hercegovačko-neretvanski kanton        | Hercegovačko-neretvanska županija          | Mostar        | 4 401,0    |
| VIII. |       | Västra Hercegovina kanton  | Zapadnohercegovački kanton             | Zapadnohercegovačka županija               | Široki Brijeg | 1 362,0    |
| IX.   |       | Sarajevo kanton            | Kanton Sarajevo                        | Vrhbosanska županija / Sarajevska županija | Sarajevo      | 1 276,9    |
| X.    |       | Kanton 10                  | Kanton br. 10 / Zapadnobosanski kanton | Hercegbosanska županija                    | Livno         | 4 934,1    |

Den kroatiska befolkningen använder ordet županjia istället för kanton. Bosniaker använder sig av ordet kanton, likväl den serbiska befolkningen som dock använder sig av kyrillisk skrift.